# Druga twarz
Druga twarz (ang. The Double) – amerykański dramat z 2011 roku w reżyserii Michaela Brandta.

## Opis fabuły
Film rozpoczyna się od zabójstwa senatora. Głównym podejrzanym jest, uważany za zmarłego, sowiecki zabójca. Do rozwiązania tej zagadki powołany zostaje emerytowany detektyw Paul Shepherdson (Richard Gere), który większość swojego życia poświęcił na śledzenie radzieckiego mordercy. Pomaga mu młody detektyw FBI (Topher Grace).

## Obsada
- Richard Gere jako Paul Shepherdson
- Topher Grace jako Ben Geary
- Martin Sheen jako Tom Highland
- Tamer Hassan jako Bozlovski
- Stephen Moyer jako Brutus
- Chris Marquette jako Oliver
- Odette Yustman jako Natalie Geary
- Stana Katic jako Amber
- Matt McColm jako strażnik
- Jeffrey Pierce jako agent Pierce
- Nicole Forester jako Molly
- Ed Kelly jako senator Dennis Darden
- Lawrence Gilliard Jr. jako agent Burton
- Randy Flagler jako Martin Miller